# (8391) Kring
(8391) Kring (1993 HH3) – planetoida z pasa głównego asteroid okrążająca Słońce w ciągu 5,52 lat w średniej odległości 3,12 au. Odkryta 20 kwietnia 1993 roku.